# Dandy Livingstone
Dandy Livingstone (* 14. Dezember 1943 in Kingston als Robert Livingstone Thompson) ist ein jamaikanischer Reggae-Musiker und Plattenproduzent, bekannt für seinen Hit Suzanne Beware of the Devil (1972) und Rudy, A Message to You, das später ein Hit für The Specials war. Suzanne Beware of the Devil erreichte den 14. Platz in der Hitparade in Großbritannien.

## Werdegang
Im Alter von 15 Jahren zog Livingstone nach Großbritannien. Livingstones erste Platte wurde ohne sein Wissen veröffentlicht, der Pächter des Gebäudes, in dem er und ein Freund spielten, nahm einige ihrer Proben auf und veröffentlichte einige Stücke bei der Plattenfirma Planetone. Als die in London ansässige Plattenfirma Carnival Records nach einem jamaikanischen Gesangsduo suchte, erfüllte Livingstone die Voraussetzungen, indem er seine eigene Stimme auf zwei verschiedenen Tonspuren aufnahm und auf diese Art und Weise unter dem Namen Sugar & Dandy Platten veröffentlichte. Eine dieser Singles, What a Life, verkaufte sich mehr als 25.000 Mal und war somit Livingstones erster Hit. Als es dann darum ging live aufzutreten, wurde Roy Smith ins Boot geholt um das Duo komplett zu machen, obwohl er später durch Tito „Sugar“ Simone ersetzt wurde.
Im Jahr 1967 unterschrieb Livingstone einen Vertrag bei Ska Beat Records, bei welchem er sein Debütalbum, aus dem Jahre 1968, Rocksteady with Dandy aufnahm. Die Hit-Single aus dem Jahr 1967, Rudy, A Message to You war in der britischen Hitparade unter den besten 50.
1968 wechselte Livingstone in die Produktion von Musik und bildete ein Duo mit Audrey Hall (als Dandy & Audrey). Seine Produktionen anderer Künstler beinhalten unter anderem das Debütalbum von The Marvels und Hit-Singles von Nicky Thomas (Suzanne Beware of The Devil) und Tony Tribe (Red Red Wine).
In den späten 1960ern arbeitete Livingstone mit dem Posaunisten Rico Rodriguez, der bei dem Stück aus dem Jahre 1967, Rudy, A Message to You, mitwirkte. Rodriguez spielte später bei The Specials, deren Coverversion des Stücks, die im Jahre 1979 erschien, machte es berühmt. Livingstone produzierte etliche Singles für Rodriguez unter dem Namen Rico & the Rudies.
Livingstone unterschrieb einen Vertrag bei Trojan Records im Jahre 1968 und veröffentlichte dort zwei Alben, Follow That Donkey und Dandy Returns. Eine eigene Unterfirma von Trojan, Down Town Records, wurde gegründet um Livingstones Arbeit als Sänger und Produzent zu veröffentlichten. In den frühen 1970er Jahren hatte eine Unterfirma von J-Dan denselben Zweck. Später in den frühen 1970er Jahren kehrte Livingstone nach Jamaika zurück und lebte dort bis 1973.
Livingstone machte sich dann 1973 wieder einen Namen mit der Single Black Star, die bei Mooncrest Records auf dem Album Conscious veröffentlicht wurde. Bei seiner Rückkehr nach Großbritannien nahm er ein nach ihm selbst benanntes Album im Studio von Byron Lee auf.
Die so genannte „2-Tone-Bewegung“ in den späten 1970er Jahren in Großbritannien eröffnete Livingstone einem neuen Publikum.

## Diskografie
- Rocksteady with Dandy (1967, Giant)
- Follow That Donkey (1968, Trojan)
- Dandy Returns (1968, Trojan)
- Let's Catch the Beat (1969, Trojan)
- Your Musical Doctor (1969, Downtown/Trojan)
- I Need You (1969, Ska Beat) (Dandy & Audrey)
- Morning Side of the Mountain (1970) (Dandy & Audrey)
- Dandy Livingstone (1972, Trojan)
- Conscious (1973, Mooncrest)
- Home From Home (1976, Charisma)
- The South African Experience (1978, Night Owl)
- Doo Wop Style
- Suzanne Beware of The Devil: The Best of Dandy Livingstone (2002, Trojan) (Kompilation)